# 林本坚
林本坚 （1942年6月24日—），中華民國學者、中央研究院院士，現任国立清华大学特聘研究講座教授、半導體研究學院院長、台積電-清大聯合研發中心主任，越南西貢堤岸（今胡志明市）人，籍貫廣東潮安，曾任台積電研發副總經理，與楊光磊、蔣尚義、孫元成、梁孟松、余振華等人並稱“台積電研發六騎士”。

## 生平
1942年，出生于法屬越南西貢堤岸的海外華僑家庭，在當地的中華民國僑校完成小學、中學至高二。
1959年起當地局勢緊張，後以越籍僑生身分來台，插班进入臺灣省立新竹中學高中三年級，後來在未以僑生身份加分的原始總分424分，錄取當年最低錄取分數423分的国立台湾大学電機工程學系，並於1963年畢業，后留学美国深造，雖獲柏克萊加州大學錄取，但因女友的關係，留在俄州並於1970年毕业于俄亥俄州立大学获得电机工程学博士。
后任职于IBM，1984年担任研发部经理。 1992年，从IBM提前退休并同年创立领创公司担任总经理。
2000年，回到台湾加入台积电。2002年，擔任研發處長時，以浸潤式微影技術，成功把摩爾定律推進六個世代，被譽為“浸潤式微影之父”、“半導體界愛因斯坦”，後該技術為ASML看重並得到採用，2015年从台积电退休后，担任国立清华大学特聘研究講座教授、半導體研究學院院長。他同時本身是一位虔誠的基督徒。

## 荣誉
- 2003年，被选为电气电子工程师学会会士和国际光电工程学会会士。[9]
- 2008年，被选为美国国家工程院院士。[12]
- 2013年，获得IEEE西泽润一奖。[4][6]
- 2014年，被选为中央研究院院士。[9]
- 2018年，获得未来科学大奖数学与计算机科学奖。
- 2024年，獲得總統創新獎。